# Allison Weiss
Allison Amling Weiss (* 13. dubna 1987) je americká písničkářka. Na kytaru začala hrát ve svých patnácti letech. Poté začala studovat grafický design a její hudební plány zkrachovaly. Když přestala studovat, začala opět hrát a v roce 2009 vydala své první studiové album s názvem …Was Right All Along. V roce 2012 absolvovala evropské turné jako předskokanka Lou Reeda a zpívala rovněž doprovodné vokály při jeho setu.

## Diskografie
Studiová alba
- …Was Right All Along (2009)
- Teenage Years (2013)
- Say What You Mean (2013)

EP
- An Eight-Song Tribute to Feeling Bad & Feeling Better (2007)
- Winter Mix Tape (2007)
- The Only Girl at an All Boys Pool Party (2008)
- & The Way She Likes It (2008)
- I Was An Island (2011)
- Remember When (2014)